# 데이비드 로버트 미첼
데이비드 로버트 미첼(David Robert Mitchell, 1974년 10월 19일 ~ )은 미국의 영화 감독, 촬영 감독, 영화 각본가이다.

## 작품 목록
- 버진 (2002)
- 아메리칸 슬립오버 (2010)
- 팔로우 (2014)
- 언더 더 실버레이크 (2018)
- 플라워베일 스트리트 (2025)